# Hang Chislehurst

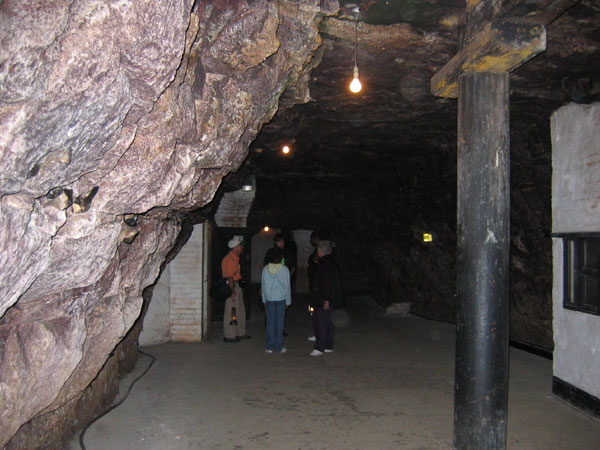
Hang Chislehurst

Hang Chislehurst là một loạt các đường hầm nhân tạo giao nhau và hang dài khoảng 22 dặm (35.4 km) ở Chislehurst ở Đông Nam Luân Đôn, Anh. Từ giữa thế kỷ XIII đến đầu thế kỷ XIX, nhằm mục đích khai thác đá lửa và đá phấn, người ta đã xây dựng các 'hang' này.

## Lịch sử
Ngày nay, trái với mục đích ban đầu của hang, đây là một điểm thu hút khách du lịch. Mặc dù được gọi là hang, chúng hoàn toàn do con người tạo ra. Hang ban đầu được đào và sử dụng làm mỏ khai thác đá phấn và đá lửa. Những ghi chép sớm nhất về các mỏ và lò nung vôi ở trên có từ một hiến chương của người Saxon vào thế kỷ thứ IX và sau đó không được ghi chép lại cho đến khoảng năm 1232 sau Công Nguyên; hang được cho là đã được sử dụng lần cuối vào những năm 1830.
Trong Chiến tranh thế giới thứ nhất, hang trở thành một kho đạn dược liên kết với Kho vũ khí Hoàng gia tại Woolwich. Vào những năm 1930, các địa đạo này được sử dụng để trồng nấm.

### Nơi trú ẩn trong Thế chiến thứ hai
Khi cuộc oanh kích Blitz diễn ra vào tháng 9 năm 1940, hang trở thành nơi trú ẩn của các cuộc không kích. Chẳng bao lâu sau, từ một nơi trú ẩn, hang trở thành một thành phố ngầm có sức chứa lên đến 15.000 người (mỗi người phải trả một xu để vào). Các đường hầm được lắp đặt hệ thống điện chiếu sáng, nhà vệ sinh và các thiết bị giặt giũ; một nhà thờ được xây dựng và kiêm luôn chức năng của một bệnh viện.
Hang nằm ở vị trí gần ga đường sắt Chislehurst và nhiều người đã đến đây để trú ẩn. Ngay sau ngày VE, nơi này chính thức đóng cửa. Chỉ có một đứa trẻ duy nhất được sinh ra trong hang, và được làm lễ rửa tội trong nhà thờ trong hang động với cái tên không được hay cho lắm là Cavena Wakeman, và cô phải chịu đựng cái tên này cho đến năm 18 tuổi, khi cô đổi tên thành Rose và sử dụng Cavena làm tên đệm của mình.

## Thần thoại
Năm 1903, William Nichols, khi đó đang giữ chức Phó Chủ tịch Hiệp hội Khảo cổ học Anh, đã đưa ra giả thuyết rằng người Druids, La Mã và Saxon đã xây dựng các mỏ này. Giả thuyết này được sử dụng để đặt tên cho ba phần của hang động: hướng dẫn viên du lịch cho rằng các bàn thờ Druid có đặc điểm kiến trúc La Mã. Tuy nhiên, điều này chỉ dựa trên các bài viết của Tiến sĩ Nichols.
Bằng chứng sớm nhất về Hang Phấn là vào năm 1737. (Tuy nhiên, ghi chép sớm nhất về các mỏ và lò nung vôi ở trên, có từ một hiến chương của người Saxon vào thế kỷ thứ XIX và sau đó không được ghi chép lại cho đến khoảng năm 1232 SCN, khả năng cao do chưa có thuế đánh vào việc khai thác hang trước năm 1232 SCN) Bài báo ở số tiếp theo cho thấy sự tương đồng của công việc với các mỏ than ở khu vực Newcastle, và suy luận rằng hầu hết các cuộc khai quật đã được thực hiện trong hai thế kỷ qua và có rất ít bằng chứng cho bất kỳ hố dene. Tuy nhiên, người ta phát hiện một hố dene ở phần giữa.
Các hang động được sử dụng từ năm 1830 đến những năm 1860 để sản xuất vôi. Bản đồ Khảo sát Vũ khí năm 1862–63 (tỉ lệ khoảng 1: 2.500) mô tả nơi này như một "hố phấn" và đánh dấu một "nhà máy" cũng như hai lò nung còn lại. Một cuộc điều tra sâu hơn đã tạo ra, cùng với các bằng chứng khác, ví dụ như một bức thư từ con trai của một trong những công nhân.

## TV và phim
Các hang động đã xuất hiện trong một số chương trình truyền hình bao gồm các tập phim của Doctor Who từ năm 1972 có tựa đề The Mutants. Trong một tập Bảy kỳ quan thiên nhiên do Bill Oddie trình bày, hang được coi là một trong những kỳ quan của khu vực London. Các hang động cũng là cảnh quay trong các bộ phim Beat Girl, The Tribe và Inseminoid và trong các video âm nhạc cho ban nhạc metal Iron Maiden - (Can I Play With Madness) - và Cradle of Filth. Họ xuất hiện trong Tập 5 của The Tyrant King, 1968.
Hang xuất hiện trong hai tập của Most Haunted. Một cuộc điều tra kéo dài 20 năm về sự ám ảnh của hang của tác giả James Wilkinson bao gồm lời khai của nhiều hướng dẫn viên và chủ sở hữu trong suốt 50 năm đã được xuất bản vào năm 2011 với tựa đề Những bóng ma của hang Chislehurst.

## Nhà hát
Vào những năm 1960, hang được sử dụng như một địa điểm biểu diễn nhạc rock.
David Bowie từng biểu diễn ở đây 4 lần vào tháng 6 năm 1962, ngày 17 tháng 11 năm 1962, năm 1964 & ngày 4 tháng 3 năm 1966.
Pink Floyd cũng đã chơi nhạc tại hang vào ngày 8 tháng 12 năm 1967.
Jimi Hendrix từng biểu diễn ở đây 2 lần vào ngày 16 tháng 12 năm 1966 và ngày 27 tháng 1 năm 1967.
The Yardbirds: ngày 1 tháng 7 năm 1966.
Eric Burdon & The Animals: ngày 6 tháng 10 năm 1967.
The Herd: ngày 7 tháng 2 năm 1968.
Các ban nhạc khác được cho là đã chơi nhạc tại đây là Rolling Stones, Status Quo, Pretty Things & the Troggs.
Jazz (bao gồm Acker Bilk, Humphrey Lyttelton và Kenny Ball).
Vào ngày 31 tháng 10 năm 1974, ban nhạc Led Zeppelin tổ chức một bữa tiệc truyền thông xa hoa trong hang để chào mừng sự ra mắt của công ty thu âm Swan Song Records mới của Vương quốc Anh.
Radio Caroline tổ chức một số hợp đồng biểu diễn vào tối thứ Bảy với các DJ như Dave Lee Travis, Johnnie Walker, Tony Blackburn và Simon Dee, những người sẽ mang đến những nghệ sĩ âm nhạc như Muddy Waters.